# Chi Tế tân
Chi Tế tân (danh pháp khoa học: Asarum, đồng nghĩa: Heterotropa, Hexastylis) là các loài cây thân thảo trong họ Mộc hương nam (Aristolochiaceae).
Tên gọi của các loài này trong tiếng Anh là wild ginger (gừng dại), do mùi và vị thân rễ của chúng rất giống với mùi vị của gừng, nhưng hai nhóm thực vật này trên thực tế không có quan hệ họ hàng gì. Rễ của các loài tế tân có thể dùng làm gia vị, nhưng nó chứa các chất lợi tiểu và gây đi đái nhiều. Các loài tế tân chứa hợp chất gọi là axít aristolochic, là một chất gây ung thư ở người. Họ Mộc hương còn có chi Aristolochia. Các loài trong chi Aristolochia có chứa các chất gây ung thư ở người.
Tế tân nói chung ưa thích các khu vực ẩm ướt và nhiều bóng râm và đất giàu mùn. Các lá hình tim, sớm rụng, mọc đối, và mọc ra từ thân rễ nằm ngay dưới mặt đất. Mỗi năm hai lá mọc ra từ các đầu chồi tăng trưởng. Các Hoa Kỳ dị hình cái ấm, cho nên trong tiếng Anh người ta còn gọi chúng là little jug (ấm con), xuất hiện vào mùa xuân, mọc đơn giữa các gốc lá.
Các loại tế tân có thể dễ dàng trồng trong các vườn có nhiều bóng râm.

## Phân loại
Theo truyền thống, chi Asarum được coi là chi duy nhất, với khoảng 85 loài. Tuy nhiên, một số nhà phân loại học có xu hướng chia tách chi này thành một vài chi, dựa trên sự xem xét số nhiễm sắc thể và hình thái học hoa:
- Asarum sensu stricto: Khoảng 17 loài, phân bố ở châu Á (chủ yếu Trung Quốc), Bắc Mỹ và châu Âu.
- Heterotropa: Khoảng 50 loài, phân bố ở châu Á.
- Asiasarum: Khoảng 3-4 loài, phân bố ở châu Á.
- Geotaenium: Khoảng 3-4 loài, phân bố ở châu Á.
- Hexastylis: Khoảng 10 loài, phân bố ở Bắc Mỹ.

Nghiên cứu khu vực phân cách sao chép nội bộ (ITS) của DNA ribosome nhân và kết hợp với dữ liệu hình thái đã tạo ra giả thiết phát sinh chủng loài được dung giải tốt hơn, xác nhận sự khác biệt của các chi đề cập trên đây.
- Asarum s.s.: Các loài Bắc Mỹ là đơn ngành và phát sinh từ bên trong nhóm các loài châu Á cận ngành.
- Geotaenium là chị em với Asarum s.s., chỉ ra mối quan hệ họ hàng gần với Asarum s.s..
- Asiasarum là chị em với nhánh Hexastylis + Heterotropa, chỉ ra một vài đặc trưng chia sẻ với nhánh này.
- Hexastylis: chi này được công nhận chỉ dựa vào nghiên cứu duy nhất của H.L. Blomquist.[2] Tuy nhiên, nghiên cứu DNA đề cập trên đây chỉ ra rằng Hexastylis là không đơn ngành và một số loài Hexastylis có quan hệ họ hàng gần với các loài châu Á của Heterotropa hơn là với các loài khác của Hexastylis.
- Heterotropa: là một nhóm đơn ngành phức tạp, lồng sâu trong nhánh Asiasarum + Hexastylis + Heterotropa.

Tuy nhiên, nhiều nhà thực vật học vẫn coi các chi tách biệt này như là các tổ của Asarum sensu lato, đặc biệt là đối với Hexastylis.
Nghiên cứu năm 2015 của Sinn et al. phân chia Asarum nghĩa rộng như sau:
- Phân chi Heterotropa
  - Tổ Hexastylis
  - Tổ Longistylis
  - Tổ Heterotropa
  - Tổ Asiasarum
- Phân chi Asarum
  - Tổ Asarum
- Phân chi Geotaeinum
  - Tổ Geotaeinum

## Các loài
Chi này chứa khoảng 100 loài. Trong các tên gọi dưới đây, loài nào không có tên gọi trong tiếng Việt thì gọi là gừng dại thay vì gọi là tế tân.
- Asarum arifolium
- Asarum balansae: biến hoa núi cao.
- Asarum bashanense: tế tân Ba Sơn.
- Asarum blumei: thổ tế tân, biến hoa.
- Asarum campaniflorum:
- Asarum canadense: gừng dại, rễ rắn đen, gừng dại Canada, rễ rắn Canada, asarabacca lá rộng.
- Asarum cardiophyllum: tế tân hoa lá
- Asarum caudatum: gừng dại đuôi dài
  - Asarum caudatum caudatum: gừng dại British Columbia.
  - Asarum caudatum viridiflorum: gừng dại đuôi dài.
- Asarum caudigerellum: tế tân hoa đuôi.
- Asarum caudigerum: thổ tế tân.
- Asarum caulescens: tế tân hai lá
- Asarum chengkouense: tế tân Thành Khẩu
- Asarum chinense: tế tân Xuyên Bắc
- Asarum cordifolium: tế tân lá tim, tế tân lông.
- Asarum crassisepalum: tế tân uyên ương hồ.
- Asarum crispulatum: tế tân hoa nhăn
- Asarum debile: tế tân đồng tiền
- Asarum delavayi: tế tân Xuyên Điền.
- Asarum epigynum: tế tân Đài Loan.
- Asarum europaeum: asarabacca, gừng dại châu Âu, haselwort, cam tùng dại.
- Asarum forbesii: đỗ hành.
- Asarum fukienense: tế tân Phúc Kiến.
- Asarum geophilum: tế tân địa hoa.
- Asarum hartwegii: gừng dại Hartweg.
- Asarum heterotropoides: khố hiệt tế tân
  - Asarum heterotropoides thứ mandshuricum: liêu tế tân.
- Asarum himalaicum: tế tân một lá.
- Asarum hongkongense: tế tân Hồng Kông.
- Asarum hypogynum: hạ hoa tế tân.
- Asarum ichangense: tiểu diệp mã đề hương.
- Asarum inflatum: đăng lung tế tân
- Asarum infrapurpureum: hạ tử tế tân
- Asarum insigne: kim nhĩ hoàn
- Asarum lemmonii: gừng chanh dại.
- Asarum longerhizomatosum: trường hành kim nhĩ hoàn
- Asarum macranthum: tế tân hoa lớn
- Asarum magnificum: kì dương tế tân
  - Asarum magnificum thứ dinghuense: tế tân Đỉnh Hồ.
  - Asarum magnificum thứ magnificum: kì dương tế tân (nguyên chủng)
- Asarum marmoratum: gừng dại cẩm thạch.
- Asarum maximum: trầu tiên, hoa tiên lớn, đại diệp mã đề hương
- Asarum nanchuanense: tế tân Nam Xuyên
- Asarum naniflorum
- Asarum nobilissimum: tế tân cao quý
- Asarum petelotii: hồng kim nhĩ hoàn, tế hoa petelot.
- Asarum porphyronotum: tử bối tế tân
  - Asarum porphyronotum thứ atrovirens: thâm lục tế tân
  - Asarum porphyronotum thứ porphyronotum: tử bối tế tân (nguyên chủng)
- Asarum pulchellum: tế tân lông dài
- Asarum renicordatum: thận diệp tế tân
- Asarum sagittarioides: sơn từ cô
- Asarum sieboldii: tế tân.
  - Asarum sieboldii f. seoulense: tế tân Hán Thành
- Asarum splendens: tế tân Thanh Thành.
- Asarum taipingshanianum: tế tân Thái Bình Sơn
- Asarum taitonense: tế tân đại đồn.
- Asarum tongjiangense: tế tân Đồng Giang
- Asarum wulingense: tế tân Ngũ Lĩnh.
- Asarum yunnanense: tế tân Vân Nam.

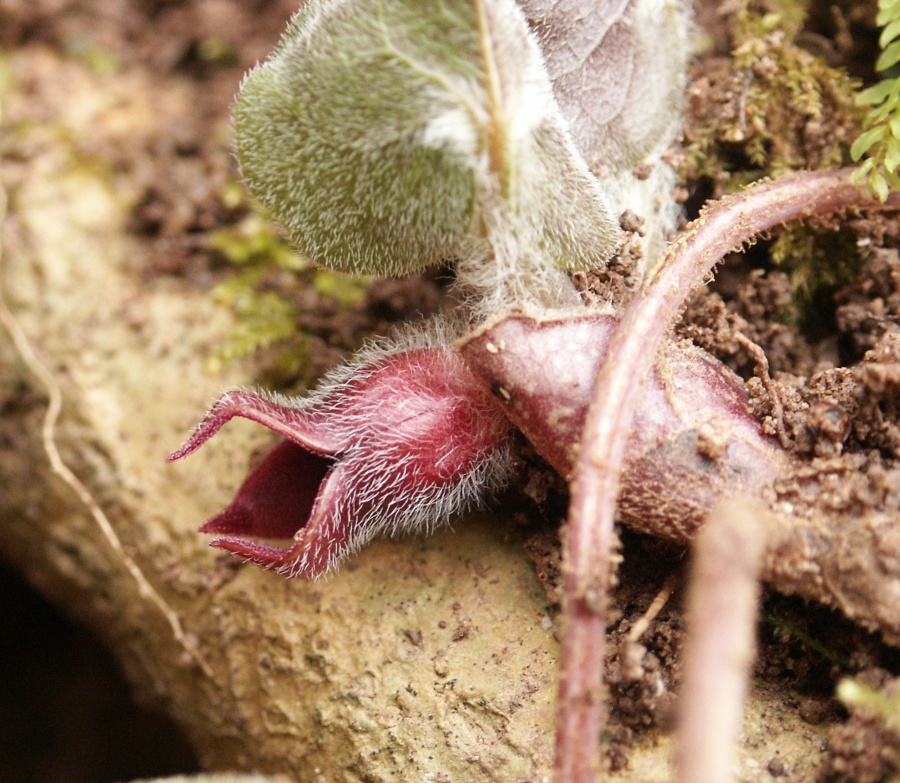
Hoa của tế tân dại châu Âu (Asarum europaeum)

## Đông y
Trong y học cổ truyền Trung Hoa người ta dùng Asarum sieboldi hoặc Asarum heterotropoides mandshuricum trong một số bài thuốc. Các cơ quan có tác dụng: tim, phổi, gan, thận. Vị hăng và ấm, độc hại đối với thận. Các công năng chính là chống dị ứng, kháng histamin, hạ sốt và giảm đau, gây tê cục bộ, kháng khuẩn. Có tác dụng tiêu đờm, tiêu lạnh, gây đổ mồ hôi, Các hoạt chất chính là mêtyl eugenol, alpha-pinen, camphen, abeta-pinen, myrcen, sabinen, limonen, 1, 8-cineol, p-cymen, gamma-terpinen, terpinolen, borneol, estragol, 3, 5-đimêthôxytôluen, safrol, mêtyl eugenol, asaron, myristicin, elemicin, eucarvon, 2-isopropyl-5-mêtylanisol, (+-)-car-3-en-2, 5-dion, 3, 4, 5-trimêthôxytôluen, 2, 3, 5 -trimêthyôxytôluen, kakual, saishinon, terpinen-4-ol, alpha-terpineol, naphthalen, n-pentadecan, croweacin, asarylketon, l-ararinin, bornyl axetat, trimêthôxyallylbenzen, I. II, III. Liều dùng: 0,4-4 g. Không dùng khi đổ mồ hôi do lạnh, đau đầu, ho.

### Lưu ý
Nó thuộc về họ Mộc hương nam. Loại thuốc có tế tân chứa một số chất độc hại cho thận. Nó có thể là bất hợp pháp khi sử dụng ở một số nước phương Tây.